# Ilja Bela Schulmann

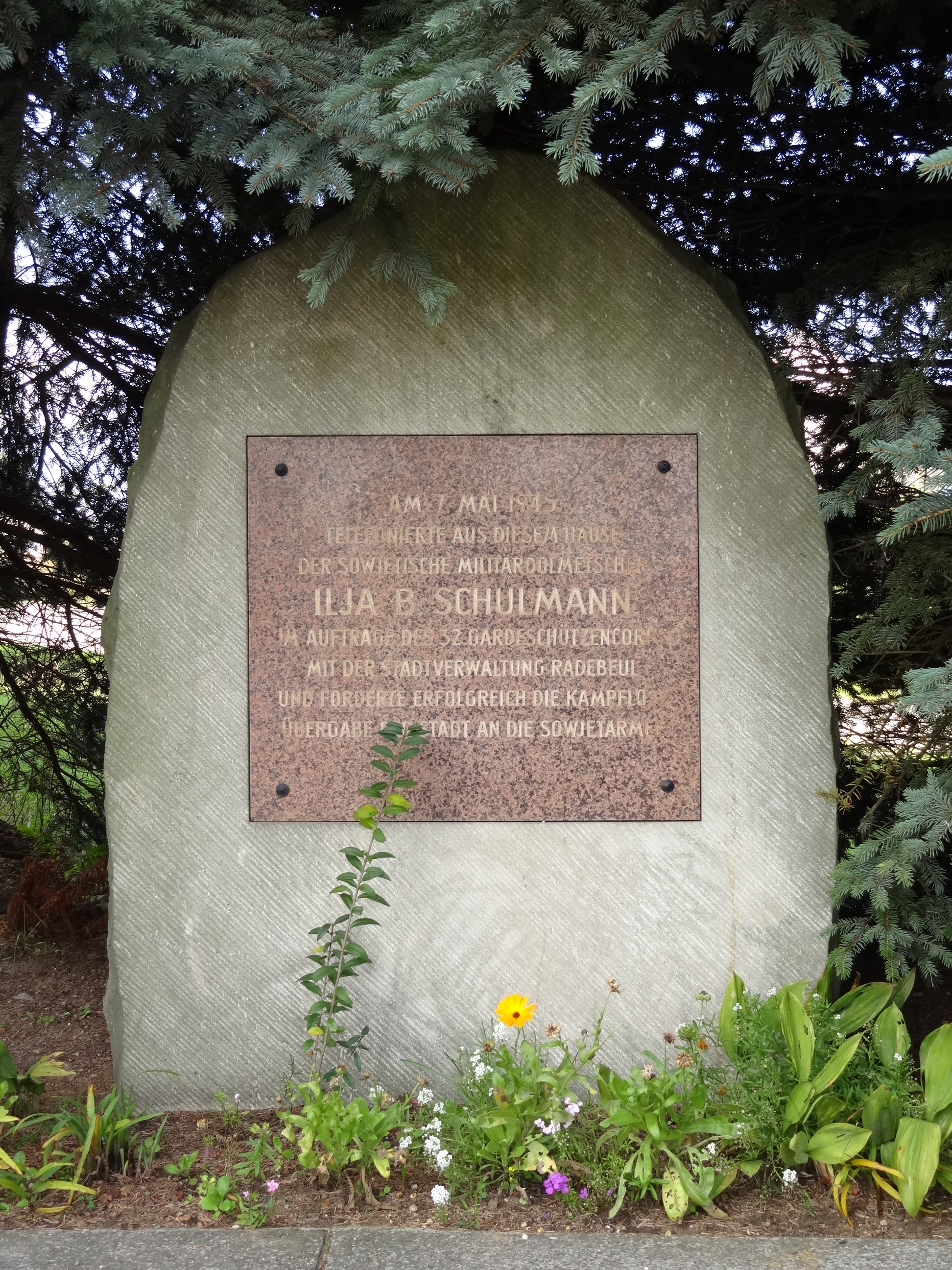
Gedenkstein für Ilja Bela Schulmann

Ilja Bela Schulmann (auch Ilya Benzianovich Schulman; russisch Илья Бенцианович Шульман; * 30. November 1922 in Gomel/Weißrussland belarussisch Гомель Homel, russisch Гомель Gomel; † 13. Januar 2014 in Bochum) war ein sowjetischer Dolmetscher.
Schulmann wurde in Weißrussland als Kind einer deutschstämmigen jüdischen Familie geboren und wollte Deutschlehrer werden. Nach dem Beginn des Kriegs zwischen Deutschland und der Sowjetunion kam er als Deutsch-Dolmetscher zur Roten Armee und als Oberleutnant mit deren 1. Ukrainischen Front (290. Gardeschützenregiment des 32. Gardeschützenkorps) am 7. Mai 1945 vor die Tore der Stadt Radebeul. Aufgrund seiner Verdienste um die kampflose Übergabe der Stadt an die sowjetischen Truppen am Ende des Zweiten Weltkrieges wurde er 1985 zum Ehrenbürger der Stadt Radebeul ernannt.